# Оттертейл (город, Миннесота)
Оттертейл (англ. Ottertail) — город в округе Оттер-Тейл, штат Миннесота, США. На площади 13,3 км² (11,4 км² — суша, 1,9 км² — вода), согласно переписи 2002 года, проживают 451 человек. Плотность населения составляет 39,7 чел./км².
- Телефонный код города — 218
- Почтовый индекс — 56571
- FIPS-код города — 27-49210[1]
- GNIS-идентификатор — 0649060[2]